# Bulbophyllum levyae
Bulbophyllum levyae é uma espécie de orquídea (família Orchidaceae) pertencente ao gênero Bulbophyllum. Foi descrita por Emily Steffan Siegerist em 1995.